# 北海道札幌啓成高等学校
北海道札幌啓成高等学校（ほっかいどうさっぽろけいせいこうとうがっこう、Hokkaido Sapporo Keisei High School）は、北海道札幌市厚別区にある公立（道立）の高等学校。校名の「啓成」は、開校当時の北海道知事町村金五が論語の記述をもとに命名した。

## 概要
北海道内の理数科設置校事務局校の機能を担い、大学との連携による体験研修や、理数科2年次において自主的に設定したテーマによる「課題研究」を実施するなど、先駆的な取り組みを積極的に行っている。2002年には、宇宙開発事業団（のち宇宙航空研究開発機構に統合）のSTS-107教育プログラム（タンパク質結晶実験）において、全国149校の中から上位6校の宇宙実験チームに選ばれた。
これまで文部科学省所管の独立行政法人科学技術振興機構のサイエンス・パートナーシップ・プロジェクト（SPP）に採択され、北海道教育委員会の学力向上推進事業（高等学校学力アッププロジェクト）において全道で2校のScienceプロジェクト推進校に指定されてきたが、2010年度からは文部科学省よりスーパーサイエンスハイスクール（SSH）に指定されている（2015年度より2期目、2020年度より3期目の指定を受けている）。課外活動では、2017年度に女子テニス部、体操部、陸上競技部、空手道部、囲碁将棋部、新聞局、放送局が全国大会出場を果たし、2019年度には高校総体女子テニスシングルスで照井妃奈選手が北海道勢初の全国制覇を成し遂げた。また、新聞局は直近7年間で全国高校新聞コンクールにて優秀賞＝ベスト16相当連続3回、奨励賞=ベスト32相当3回の実績がある。吹奏楽局は、2022年の第67回北海道吹奏楽コンクール高等学校B編成の部で金賞を受賞。北海道代表として東日本学校吹奏楽大会への出場を果たした。体操部、科学部、美術部、写真部なども活躍を見せている。

## 沿革
- 1965年10月6日 - 北海道教育委員会が札幌市に新設高校の設置を決定。
- 1965年12月8日 - 北海道札幌北高等学校内に開校事務所が設置される。
- 1966年4月1日 - 北海道札幌北高等学校長、武田俊介が初代校長として着任。
- 1966年4月11日 - 北海道札幌南高等学校を仮校舎として授業開始。普通科10間口[注釈 1]、550名。
- 1967年11月10日 - 現在地へ移転。
- 1968年3月29日 - 北海道教育委員会が理数科の設置を決定。普通科9間口、理数科1間口。
- 1974年10月1日 - 服装自由化。
- 1984年12月20日 - 新制服制定。1985年度入学生より着用。
- 1989年4月1日 - 臨時学級増。普通科11間口、理数科1間口。
- 1989年8月11日 - 教室増築工事完成（普通教室4）。
- 1989年9月14日 - 第2屋内体育館（現・第1屋内体育館：1350m²）完成。
- 1991年4月1日 - 臨時学級増解消。普通科9間口、理数科1間口。
- 1996年10月5日 - 開校30周年記念式典挙行。
- 1997年4月1日 - 2学期制に移行。
- 2000年4月1日 - 学級減。普通科8間口、理数科1間口。学区再編（新石狩第2学区）。
- 2002年11月23日 - 校舎落成記念式典挙行。
- 2003年2月10日 - 新校舎竣工。
- 2003年度～2004年度 - 北海道教育委員会より「夢と活力あふれる高校づくり・学力向上フロンティアハイスクール」の奨励校に指定される。
- 2005年4月1日 - 学級減。普通科7間口、理数科1間口。普通科推薦入試導入、学区外就学枠拡大。
- 2006年10月7日 - 開校40周年記念式典挙行。
- 2010年 - 文部科学省よりスーパーサイエンスハイスクール（ＳＳＨ）に指定される（1期目：2015年3月まで）。2011年度入試からの学校裁量問題の導入決定。
- 2015年 - 文部科学省よりスーパーサイエンスハイスクール（ＳＳＨ）に再指定される（2期目：2020年3月まで）。
- 2016年10月8日 - 創立50周年記念式典・祝賀会挙行。
- 2017年 - 文部科学省よりスーパーサイエンスハイスクール（ＳＳＨ）の「科学技術人材育成重点枠」指定。
- 2017年8月10日 - 平成29年度スーパーサイエンスハイスクール生徒研究発表会にてポスター発表「アイソトープ効果は雪結晶に影響を与えるのか〜中谷ダイヤグラムへの挑戦〜」が海外25校を含む全231校の参加生徒の投票による「生徒投票賞」（国内9校と海外3校の計12校）を受賞。
- 2018年　- 平成30年度スーパーサイエンスハイスクール生徒研究発表会にてポスター発表「白黒こまの多色現象」がポスター発表賞（全国208校中21校）を受賞。
- 2019年　- 令和元年度スーパーサイエンスハイスクール生徒研究発表会にてポスター発表「海浜性ハネカクシと海岸環境との関係」がポスター発表賞（全国218校中22校）を受賞。
- 2020年　- 文部科学省よりスーパーサイエンスハイスクール（ＳＳＨ）に再指定される（3期目：2025年3月まで）。
- 2020年7月　大学通信社「この10年間で伸びた高校」全国71位（100位以内は道内3校＝札幌北，立命館慶祥）にランクイン
- 2022年 - 文部科学省よりスーパーサイエンスハイスクール（ＳＳＨ）の「科学技術人材育成重点枠」指定（全国で3校）。

## 校地・校舎
北海道開拓の村、北海道博物館、北海道百年記念塔を含む野幌森林公園に隣接している。校地面積は7万m²超で、一般的な都市部の公立高校の約1.5倍の広さがある。2003年に竣工した新校舎はバリアフリー設計で、3階建てでありながらエレベーターを設置し、吹き抜けの玄関ホールを外靴のまま通過して校舎内に入る「一足式」を採用している。理数科設置校にふさわしく、窓側以外の3壁面に大型黒板（一部は上下スライド式）を設置している数理教室の他、理科は物理・化学・生物・地学の4特別教室を備え、薬品庫や飼育室を含めた高度な実験設備・機器等が整備されている。センターコート（中庭）には噴水があり、生徒にとっての憩いの場となっている。また、すべての普通教室にLAN接続のPCが設置されている。

## 交通
- JR函館本線 森林公園駅（東口）から徒歩10分。
- JR千歳線新札幌駅および札幌市営地下鉄東西線新さっぽろ駅に直結の新札幌バスターミナル（北レーン：主に10番）からバス利用。
  - ジェイ・アール北海道バス（新22・新13・新15）「啓成高校前」下車、徒歩すぐ。

## 進学実績
北海道札幌南高等学校から分かれる形で10間口の普通科高校として開校した経緯から、1期生より国公立大学への合格者を輩出した。1980年頃には北海道大学に30名程度、国公立大学合格者数も100名前後に達し、中堅校としての地位を築いたかに見えたが、1982年の学区改変と1984年の北海道大麻高等学校開校による江別市からの就学制限（5%枠）、1985年からの制服化や校風の変化による人気低下などにより、1990年代後半には国公立大学合格者数が20名台にまで低迷した。
しかしながら、2000年の学区改変による学区内での位置づけの変化、2003年の新校舎完成による人気上昇により、入学者の学力層が年々向上、さらに普通科3類型化（従来の「文型」「理型」に加えて国公立大学文系学部を意識した「文理型」を設置＝それが現在の「文型」に）と理数科教育の充実により入学後のさらなる学力向上が図られ（2010年からSSH、2015年からSSH再指定で普通科も探究活動本格化）、国公立大学合格者数は2002年の17（現役14）名で底打ちとなり、2003年は43（現役28）名、2007年は63（現役55）名、2011年は92（現役79）名、2017年は112（現役94）名、2019年は120（現役103）名、2024年は187（現役176）名と飛躍的に伸び、過去最高を更新している。

## 部活
- 野球部
- 男子バスケットボール部
- 女子バスケットボール部
- サッカー部
- 空手部
- 卓球部
- ハンドボール部
- 剣道部
- アーチェリー部
- 陸上部
- 体操部
- ソフトテニス部
- 男子硬式テニス部
- 女子硬式テニス部
- ソフトボール部
- 男子バレーボール部
- 女子バレーボール部
- 男子バドミントン部
- 女子バドミントン部
- 美術部
- 演劇部
- 合唱部
- 書道部
- 写真部
- 茶道部
- 科学部
- 囲碁将棋部
- 新聞局
- 放送局
- 図書局
- 吹奏楽局
- ボランティアサークル

## 著名な出身者

### 文化
- 菅原浩志（映画監督）

### 芸能
- 古村比呂（俳優）
- 佐木伸誘（Birthday Suit元メンバー・シンガーソングライター）
- 増子直純（怒髪天ヴォーカル）
- 白井裕紀（歌手・作詞家）
- 一十三十一（歌手）
- 井上鉄平（BAZRAヴォーカル）

### マスコミ
- 山田英寿（北海道文化放送アナウンサー）
- ヒロ福地（FMノースウェーブDJ、司会者）
- 中田ゆかり（元・FMノースウェーブDJ）

### スポーツ
- 藤田征也（徳島ヴォルティス）